# Anderslövs kyrka
Anderslövs kyrka är en kyrkobyggnad belägen i Anderslöv, Trelleborgs kommun. Kyrkan tillhör Anderslövs församling i Lunds stift och Svenska kyrkan. Här gifte sig filosofen Hans Larsson med lärarinnan Johanna Pålsson.

## Kyrkobyggnaden
En kyrka i romansk stil uppfördes på 1100-talet och hundra år senare tillkom första kyrktornet. Av den medeltida kyrkan återstår långhus och kor. Nuvarande kyrktorn med en smäcker spira tillkom på 1500-talet. År 1767 byggdes den norra korsarmen till och 1841 byggdes den södra korsarmen till. En sommardag 1869 slog åskan ned i kyrktornet. Tornspiran brann ned och kyrkklockorna smälte. År 1871 var det nya tornet färdigställt med ny spira, ännu högre än tidigare.
Kyrkobyggnaden inhägnas av en kallmur.

## Interiör
I kyrkan finns kalkmålningar utförda av Snårestadsgruppen från ungefär 1350. Dessa togs fram 1930 och visar Yttersta domen och Jesus barndom.

## Inventarier
- Predikstolen skulpterades ungefär 1630 av Jacob Kremberg.
- Vid en restaurering 1891 tillkom nuvarande altaruppsats och dopfunt.

### Orgel
- 1867 byggde Johan Nikolaus Söderling, Göteborg en orgel med 11 stämmor.
- Den nuvarande orgeln byggdes 1951 av Olof Hammarberg, Göteborg och är en mekanisk orgel.

| Huvudverk I   | Svällverk II        | Pedal         | Koppel |
| Principal 8´  | Rörflöjt 8´         | Subbas 16´    | I/P    |
| Gedakt 8´     | Salicet 8´          | kvintadena 8´ | II/P   |
| Oktava 4´     | Principal 4'        | Koralbas 4'   | II/I   |
| Täckflöjt 4'  | Flöjt 4'            | Fagott 16'    |        |
| Nasat 2 2/3'  | Nachthorn 2'        |               |        |
| Oktava 2'     | Terzian 2 chor      |               |        |
| Mixtur 5 chor | Cymbelmixtur 3 chor |               |        |
| Trumpet 8'    | Dulcian 8'          |               |        |
|               | Crescendosvällare   |               |        |

## Bilder

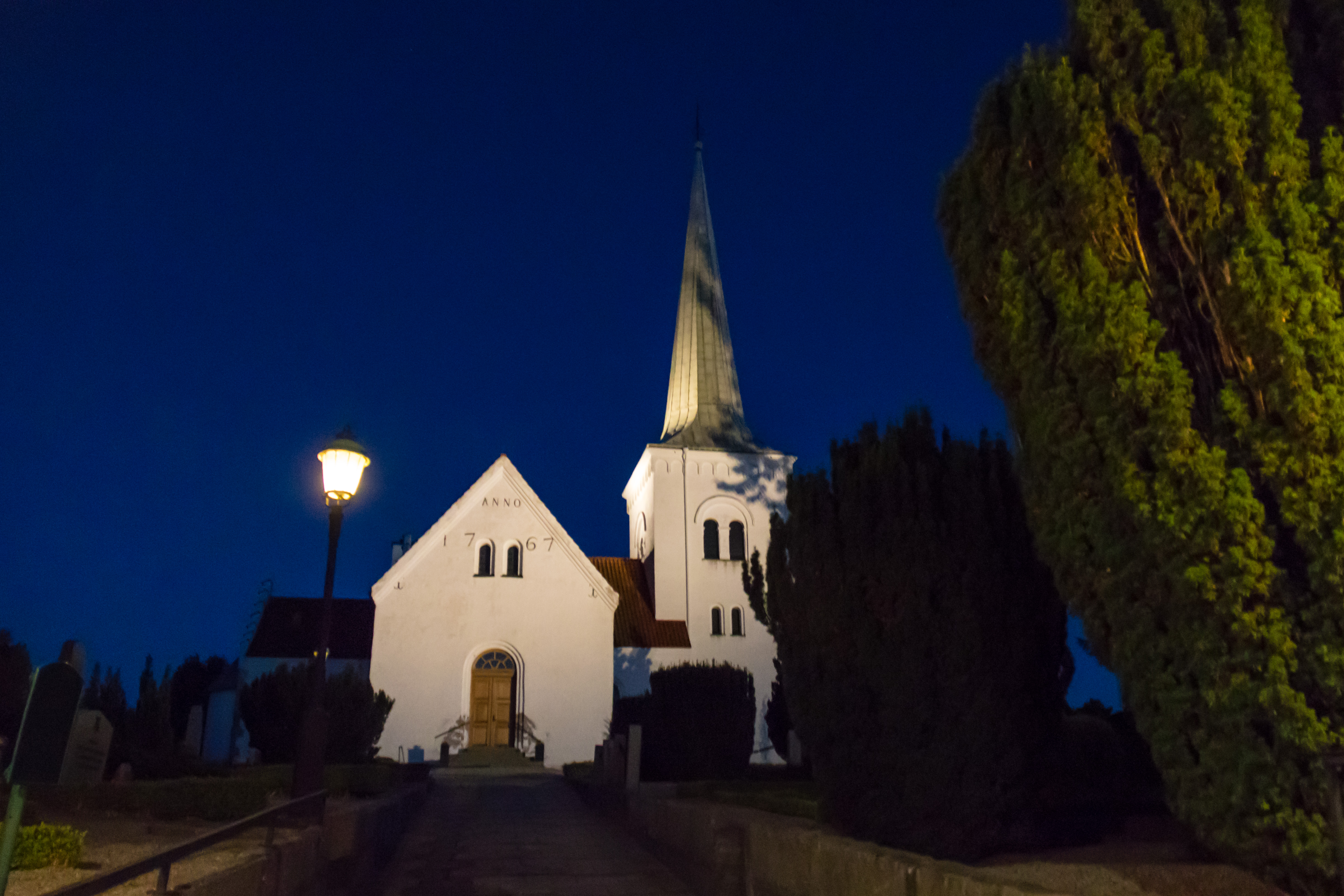
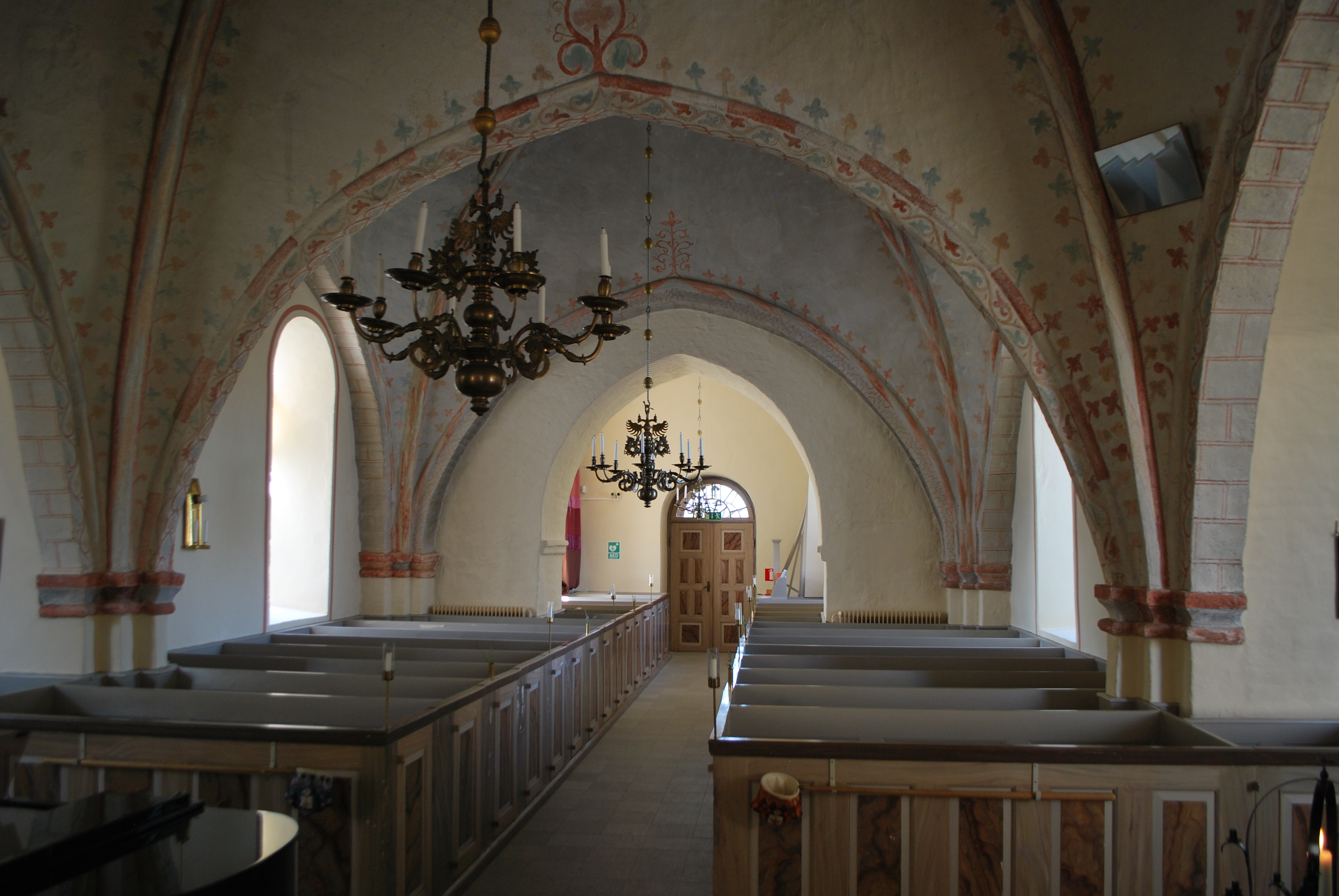
Interiören mot väster.
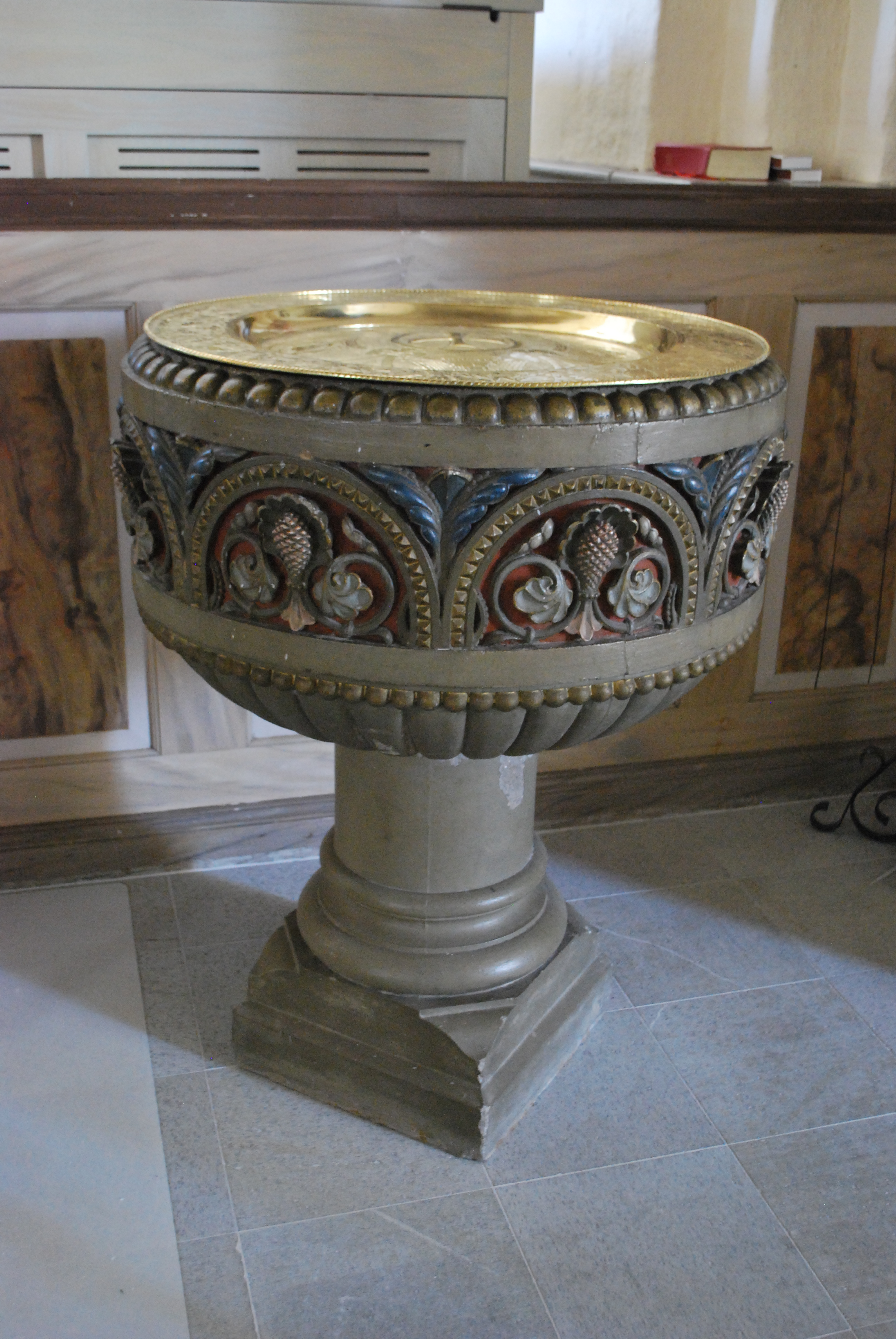
Dopfunt